# Communauté de communes de la Région de Vertus
Die Communauté de communes de la Région de Vertus war ein französischer Gemeindeverband mit der Rechtsform einer Communauté de communes im Département Marne in der Region Grand Est. Sie wurde am 29. Dezember 1994 gegründet und umfasste 29 Gemeinden. Der Verwaltungssitz befand sich im Ort Vertus.

## Historische Entwicklung
Am 1. Januar 2017 wurde der Gemeindeverband mit der Communauté de communes Épernay-Pays de Champagne zur neuen Communauté d’agglomération Épernay, Coteaux et Plaine de Champagne zusammengeschlossen.

## Ehemalige Mitgliedsgemeinden
1. Athis
2. Bergères-lès-Vertus
3. Chaintrix-Bierges
4. Chaltrait
5. Clamanges
6. Écury-le-Repos
7. Étréchy
8. Germinon
9. Gionges
10. Givry-lès-Loisy
11. Loisy-en-Brie
12. Le Mesnil-sur-Oger
13. Moslins
14. Oger
15. Pierre-Morains
16. Pocancy
17. Rouffy
18. Saint-Mard-lès-Rouffy
19. Soulières
20. Trécon
21. Val-des-Marais
22. Vélye
23. Vert-Toulon
24. Vertus
25. Villeneuve-Renneville-Chevigny
26. Villers-aux-Bois
27. Villeseneux
28. Voipreux
29. Vouzy